# Sinophora hoshiana
Sinophora hoshiana är en insektsart som beskrevs av Matsumura 1942. Sinophora hoshiana ingår i släktet Sinophora och familjen spottstritar. Inga underarter finns listade i Catalogue of Life.